# Tabu

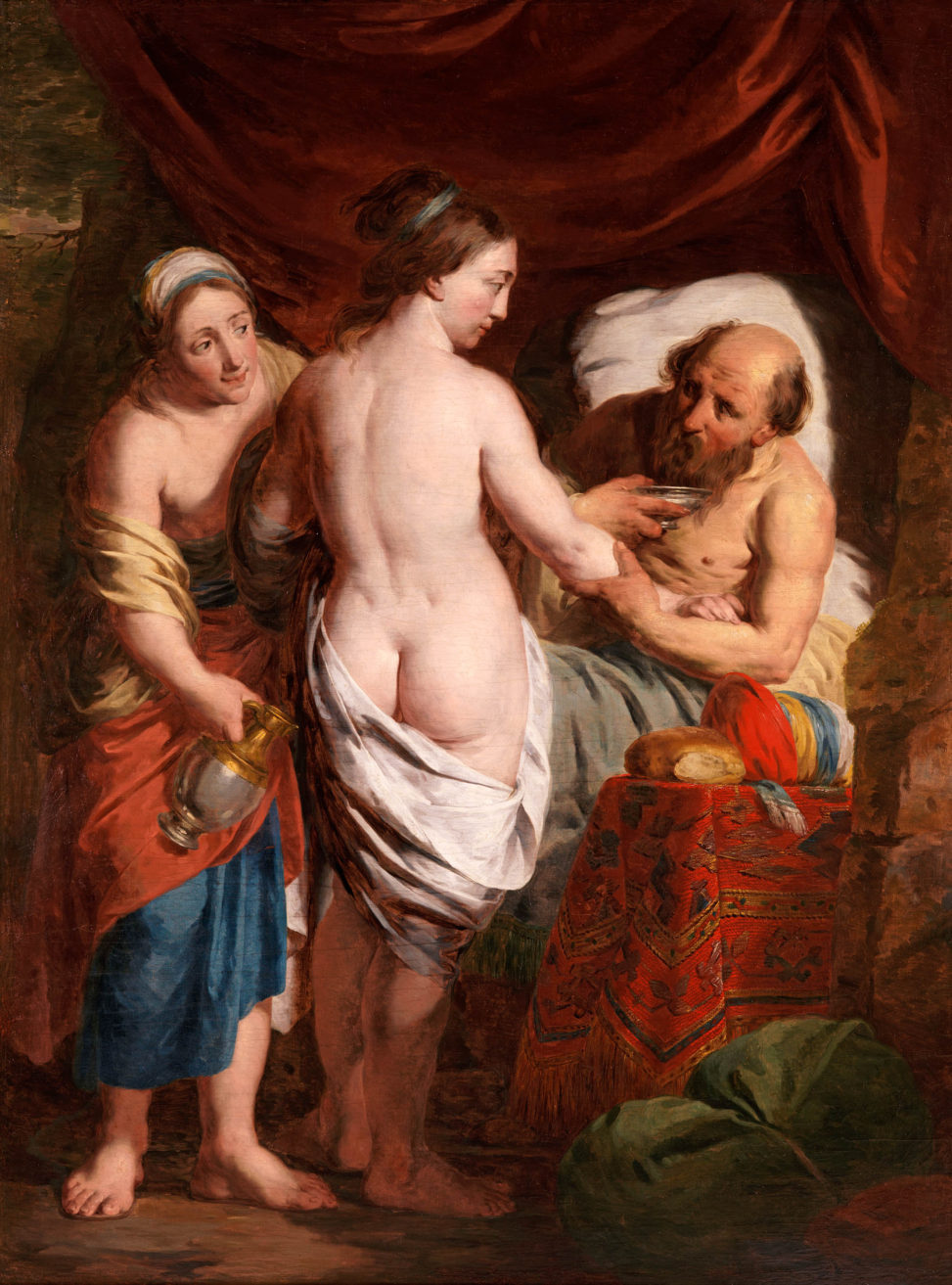
Kazirodztwo w sztuce: Pieter Jozef Verhaghen, Lot i jego córki (1780)

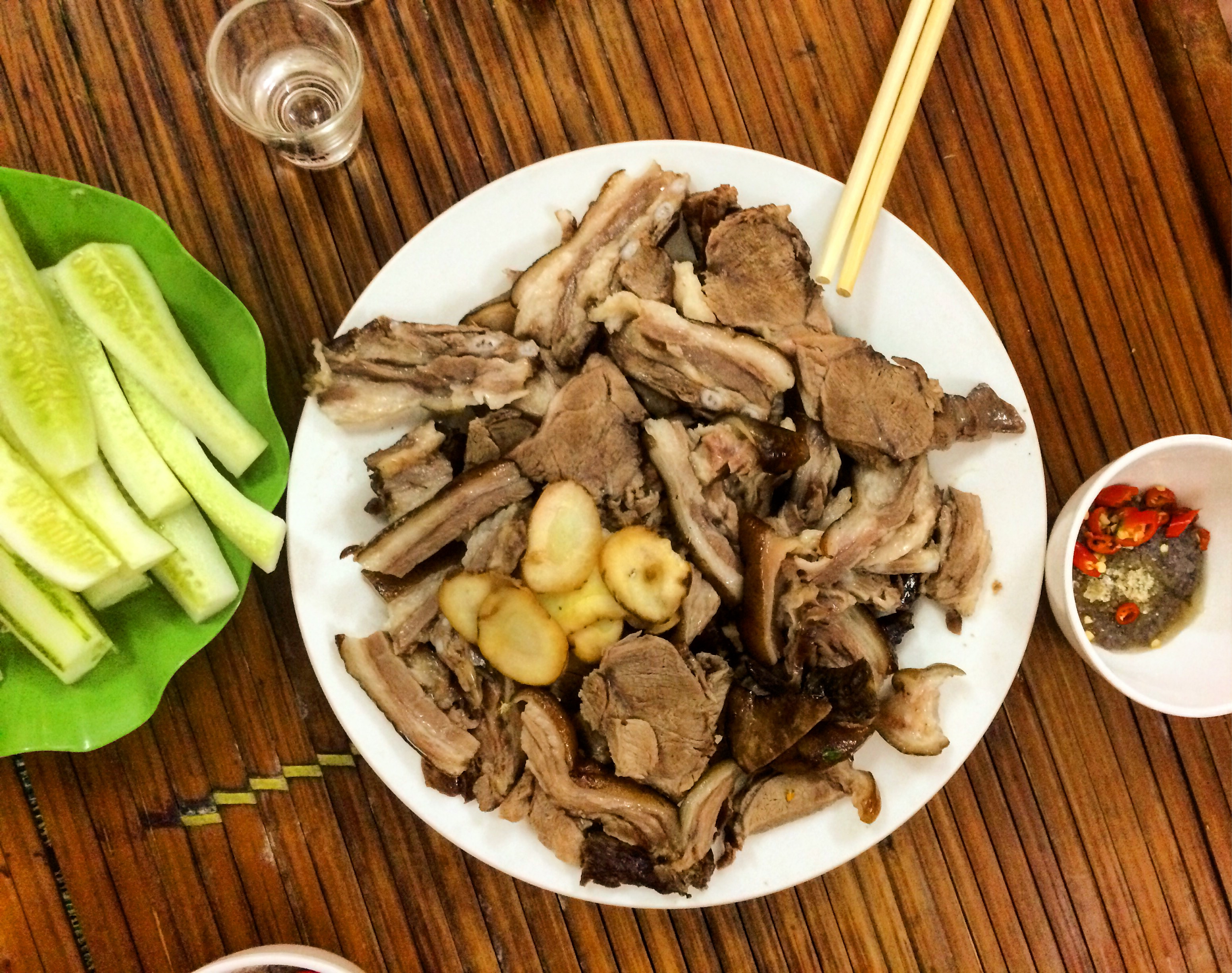
Danie z psim mięsem

Tabu – głęboki i fundamentalny zakaz kulturowy, którego złamanie powoduje spontaniczną i niejednokrotnie gwałtowną reakcję ze strony ogółu przedstawicieli tej kultury, gdyż jest przez nich odbierane jako zamach na całą strukturę tej kultury i jej integralność, czyli jako zagrożenie dla dalszego istnienia danego społeczeństwa. Tabu może obejmować czynności, miejsca, przedmioty, osoby lub słowa. W najpierwotniejszym znaczeniu terminu te czynności i elementy są zarazem zakazane i święte.
W nieco węższym, tylko do niektórych społeczeństw odnoszącym się i bardziej potocznym sensie, są to sprawy, działania, zagadnienia, co do których istnieje rodzaj „zmowy milczenia”. Funkcjonujące w danej społeczności tabu jest wówczas rodzajem autocenzury, zwykle głęboko wpajanej w trakcie procesu wychowawczego.
Tabu zabrania głośno mówić, pisać, a nawet myśleć i zauważać sprawy nim objęte.

## Funkcja tabu
Tabu istnieje w każdej kulturze. Jego funkcją jest podtrzymanie jej istnienia przez zakazanie pewnych czynów – kazirodztwa, przemocy, zabijania, pedofilii itd.
Funkcja tabu jest jasna: gwarantowanie ciągłości i integralności kultury, a tym samym biologicznego trwania grupy. Dlatego do najbardziej pierwotnych i najpowszechniejszych w różnych kulturach tabu należą tabu kazirodztwa i zabijania innych ludzi, jako że ich popełnianie jest najzwyczajniej zagrożeniem dla dalszego istnienia społeczności. Jeżeli w jakiejś kulturze zabijanie jest w pewien sposób zalegalizowane, to zwykle dzieje się to w okresie lub na obszarze zawieszenia obowiązywania norm (np. okres wojny, pole bitwy, jakiś szczególny rytuał). Nie oznacza więc, że tabu zabijania innych ludzi tam nie istnieje. Zdarza się też, że dana kultura w ogóle nie uznaje Obcych za ludzi. W takiej sytuacji tabu zabijania ludzi istnieje, a Obcych się zabija, bo nie uważa się, że też są ludźmi.
Niektóre tabu mają mniej oczywistą funkcję do spełnienia. Tabu spożywania pewnych pokarmów (np. wieprzowiny) mogło np. wiązać się z tym, że w pewnym klimacie przechowywanie danego pokarmu jest ryzykowne i łatwo się nim zatruć. Bywa jednak, że powstaje w jakiejś kulturze nieuzasadnione przekonanie o szkodliwości spożywania jakiegoś pokarmu. Zakazy takie są ponadto silniejsze i trwalsze niż jest to konieczne ze zdrowotnego punktu widzenia, bo tak naprawdę chodzi w nich o coś innego: niektóre kultury odgradzają się w ten sposób, utrudniając swym przedstawicielom mieszanie się z innymi kulturami, gdyż takie mieszanie kultur może odbierać jako zagrożenie rozpłynięcia się w innych kulturach i tym samym końca swego istnienia. Wspólne spożywanie posiłków jest jednym z najsilniejszych czynników integracyjnych, takie zakazy zaś utrudniają spożywanie posiłków z przedstawicielami innych kultur.
Niektóre tabu pociągają za sobą złożone problemy społeczne (np. tabu występowania publicznie przeciwko własnej rodzinie, publicznego „prania brudów”, utrudnia rozwiązanie problemów związanych z różnego rodzaju przemocą w rodzinie). Dlatego w istocie nie są one wtedy w ogóle konstruktywne, a nawet niejednokrotnie są destruktywne. Jednak w daną kulturę, wskutek różnych uwarunkowań społecznych i historycznych, wpisane jest założenie, że naruszenie tego zakazu będzie stanowić zamach na istnienie tej kultury, i dlatego właśnie dany problem jest tak trudny do rozwiązania. Np. pociągnięcie do odpowiedzialności cesarza Hirohito za udział jego kraju w II wojnie światowej było niemożliwe ze względu na tabu jego nietykalności (wynikające z sakralnego charakteru jego osoby w kulturze Japonii); japońska kultura odebrałaby to jako zamach na nią samą, choć mogłoby to rozwiązać wiele faktycznych problemów.

## Pochodzenie tabu
Tabu zostało po raz pierwszy dostrzeżone przez antropologów badających pierwotne ludy Australii, gdzie zjawisko to występuje jawnie – jako religijny nakaz wykonywania niektórych czynności fizjologicznych w całkowitej tajemnicy przed współplemieńcami. Określenie „tabu”, wywodzące się z Polinezji, po raz pierwszy użyte w języku angielskim (ang. taboo) zostało przez Jamesa Cooka w 1777 roku. Zjawisko to w różnej postaci występuje jednak także w społeczeństwach bardzo rozwiniętych i złożonych z punktu widzenia gospodarczego, technologicznego czy społecznego.
Co do pochodzenia samego zjawiska, istnieć może kilka wyjaśnień. Sigmund Freud był zdania, że u źródeł religii stał zbiorowy mord dokonany przez grupę synów zbuntowanych przeciwko dysponującemu autorytarną władzą ojcu. Figura tego ojca uległa następnie deifikacji, a czyny popełnione w stosunku do niego, jak również zapewne niektóre jego czyny popełniane w stosunku do dzieci, stają się pierwszymi tabu. Podobne zdanie ma np. René Girard, który twierdzi, że tabu stają się czyny dokonane przez osobę zabitego – kozła ofiarnego, które sprowadziły na niego krwawy gniew grupy w początkach jej kultury. Zjawiskiem tym obejmowana jest wtedy również sama przemoc dokonana na owym koźle ofiarnym. Pierwotnie czynności przyjmowane za tabu są zarazem zakazane i święte. Dalsza ewolucja danej kultury powoduje zmiany konfiguracji, przeniesienia akcentów i komplikacje.
Tabu kazirodztwa również wynika z wymienionych wyżej przesłanek, mianowicie współżycie seksualne ze spokrewnionymi kobietami było także domeną ojca i po jego zabiciu zostało objęte zakazem tabu, co przez Freuda, a także np. Claude'a Lévi-Straussa, jest uważane w ogóle za początek kultury.

## Kanalizacja napięć związanych z tabu
W kulturach przednowoczesnych problem tabu usiłował znaleźć jakieś konstruktywne rozwiązania (przynajmniej z punktu widzenia napięć zachodzących w społeczeństwie i z punktu widzenia psychoanalitycznej teorii kultury). Kultury takie usiłują zwykle kanalizować napięcia wynikające z istnienia tabu.

### Rytuał
W rytuale mamy do czynienia z zawieszeniem obowiązywania norm (czasem także z zawieszeniem obowiązywania normalnego, codziennego czasu). By rozładować powstające wskutek istnienia tabu napięcia, kultura dopuszcza dokonywanie pewnych czynów nim objętych w czasie i przestrzeni wyznaczonej dla rytuału, którym może być np. brutalny sport, ofiary ze zwierząt, a nawet – niekiedy – z ludzi, choć to już jest przykładem najbardziej skrajnym, ponieważ kultury pierwotne znajdują wiele mniej drastycznych sposobów kanalizacji tych napięć.
Szczególnie ciekawym przykładem jest judaistyczny zakaz wypowiadania imienia Boga – JHWH. Imię to jest zakazane, ponieważ jest święte. Żeby rozładować wynikające z tego zakazu napięcia wewnątrzkulturowe, judaizm przewidywał specjalny rytuał: raz w roku Arcykapłan wkraczał do Świętego Świętych (najświętszej części Świątyni Jerozolimskiej, która to część także była objęta tabu i nie można było tam wchodzić, ponieważ w niej znajdowała się Arka Przymierza) i wypowiadał w nim to imię.
W średniowieczu taką funkcję pełnił karnawał – ówczesne społeczeństwo było osaczone różnego rodzaju zakazami religijnymi, w tym dotyczącymi osób, zwłaszcza przedstawicieli władzy świeckiej i religijnej; karnawał stawiał cały porządek społeczny na głowie i pozwalał to odreagować, gdyż w tym okresie wolno było kpić ze wszystkiego, zwłaszcza z Kościoła i władzy, a nawet z symboli religijnych.
Dzisiaj w społeczeństwach Zachodu funkcję taką pełnią przede wszystkim pewne sporty (jako rytualizacja przemocy, poza przestrzenią i czasem sportowej rozgrywki objętej tabu).

### Społeczeństwa wysokorozwinięte
Tabu w formie niejawnej występuje często także w społecznościach współczesnych, nawet w krajach wysokorozwiniętych i wydaje się stałym składnikiem ludzkiej kultury. Nie ma ono zwykle takiego charakteru absolutnego jak tabu jawne, powoduje jednak bardzo często całkowite zaślepienie danej społeczności uniemożliwiające skuteczne rozwiązanie danego, bolesnego problemu. Tabu niejawne ma często tak silny charakter, że osoby poddane poprzez wychowanie jego działaniu nie mają w ogóle świadomości jego istnienia i poddają się jego działaniu całkowicie bezwiednie. Tak wychowani akceptują obyczaje całym swym jestestwem.
Nowożytna cywilizacja Zachodu usunęła wiele pierwotnych form rytualnego rozładowywania napięć, marginalizując wszelkie czynności sakralne. Pozostawiła niektóre dyscypliny sportowe. Zaczęła za to mnożyć różnego rodzaju niejawne tabu. Bardzo często taka sytuacja prowadzi do wypierania problemu ze społecznej świadomości i uniemożliwienia jego rozwiązania, a w konsekwencji prowadzić może do jego eskalacji. Tak np. mnogość tabu seksualnych w epoce wiktoriańskiej współistniała z ogromną skalą prostytucji.
Wielu antropologów uważa, że we współczesnych społeczeństwach Zachodu rolę rytuału w kanalizowaniu i rozładowywaniu napięć wynikających z istnienia tabu przejęła sztuka, stąd jej przedmiotem są obecnie tak często tematy określane jako tabu – zarówno w przypadku sztuki popularnej jak i elitarnej.